# جورج بروكول جيل
جورج بروكول جيل (بالإنجليزية: George Brockwell Gill)‏ هو مهندس معماري أسترالي، ولد في 1857، وتوفي في 1954.